# Super Bowl LII
Il Super Bowl LII è stata la 52ª edizione del Super Bowl, la finale del campionato della National Football League. Ha avuto luogo domenica 4 febbraio 2018 allo U.S. Bank Stadium di Minneapolis, Minnesota, tra i campioni dell'American Football Conference, i New England Patriots, e quelli della National Football Conference, i Philadelphia Eagles, per decretare il campione della stagione 2017. Ad aggiudicarsi il loro primo Super Bowl sono stati gli Eagles con un punteggio di 41-33. Miglior giocatore della partita è stato nominato il quarterback Nick Foles che ha passato 373 yard, 3 touchdown e ne ha segnato un quarto su ricezione.
È stato il secondo Super Bowl a Minneapolis, dopo il Super Bowl XXVI nel 1992. La gara è stata trasmessa negli Stati Uniti dal network NBC.

## Processo di selezione dello stadio
L'8 ottobre 2013, la lega annunciò le seguenti tre città finaliste:
- U.S. Bank Stadium a Minneapolis, Minnesota. Minneapolis aveva in precedenza ospitato il Super Bowl nel 1992 (Super Bowl XXVI) allo Hubert H. Humphrey Metrodome; il Metrodome è stato demolito dopo la stagione 2013 e nel corso del 2014 sul suo precedente sito è stato costruito lo U.S. Bank Stadium.
- Lucas Oil Stadium a Indianapolis, Indiana. In precedenza aveva ospitato il Super Bowl XLVI nel 2012.
- Mercedes-Benz Superdome a New Orleans, Louisiana. Il Superdome ha ospitato sette precedenti Super Bowl, occasione più recente il Super Bowl XLVII nel 2013 (New Orleans ha ospitato la finale complessivamente in dieci occasioni). New Orleans celebre il suo 300º anniversario nel 2018.

Minneapolis fu scelta come vincitrice in un incontro tra i proprietari della lega ad Atlanta il 20 maggio 2014.

## Squadre
La NFC è stata rappresentata dai Philadelphia Eagles, che avevano terminato col miglior record della conference, mentre la AFC dai New England Patriots, anch'essi col miglior record della conference. È stata la quarta volta nelle ultime cinque edizioni che entrambe le squadre col numero 1 del proprio tabellone si incontrarono al Super Bowl.

### Philadelphia Eagles
Gli Eagles hanno terminato la stagione regolare con un bilancio di 13–3, una delle quattro squadre (assieme a New England, Minnesota e Pittsburgh) con quel record. In virtù della classifica avulsa, si sono aggiudicati il seed numero 1 della NFC per i playoff 2017–18. Guidata dall'allenatore al secondo anno Doug Pederson, la squadra aveva terminato entrambe le stagioni precedenti con un record di 7-9. I punti segnati da Philadelphia sono stati 457 (terzi nella NFL), concedendone 295 (quarti).

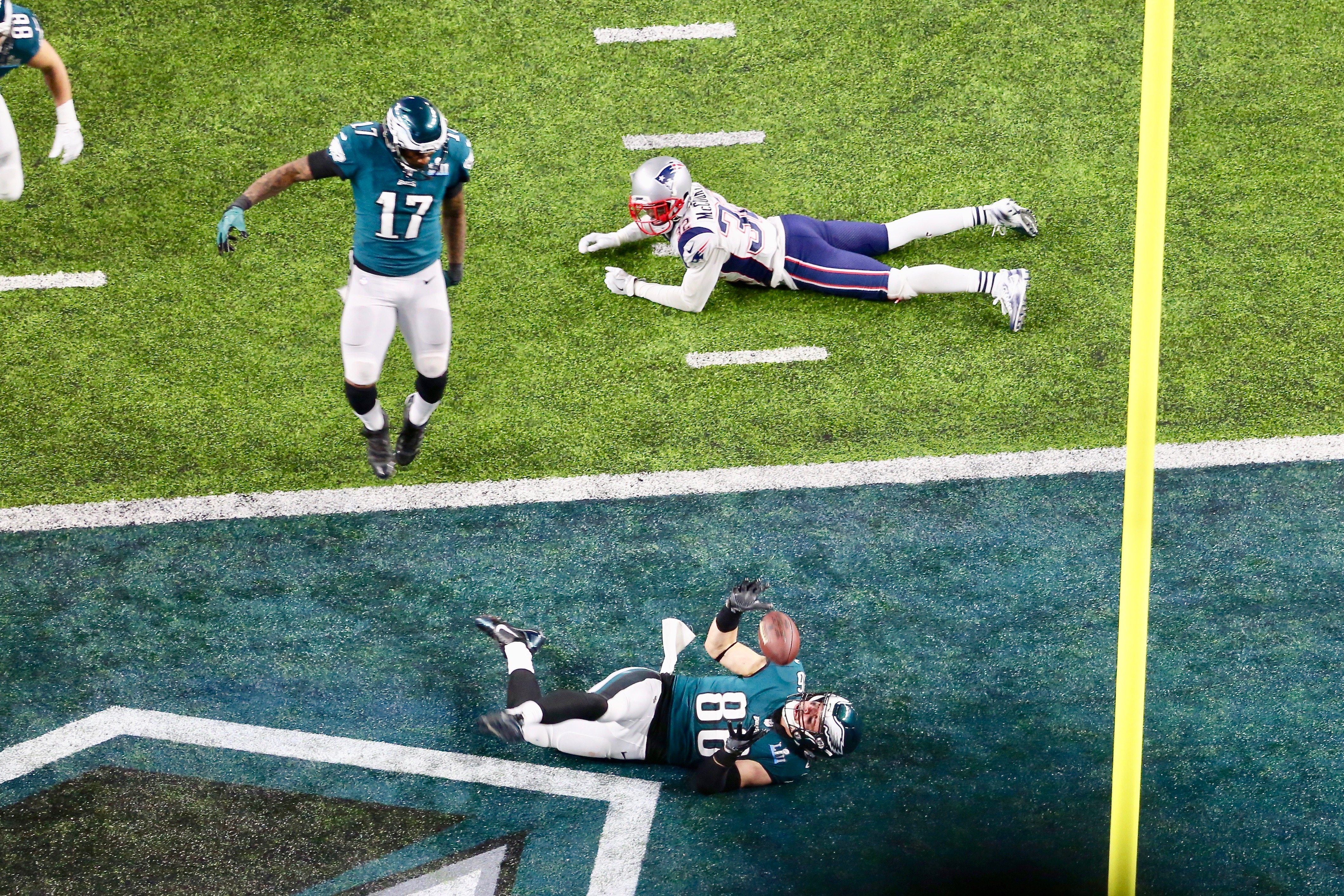
Un touchdown di Zach Ertz nel Super Bowl LII

L'attacco è stato guidato dal quarterback Pro Bowler Carson Wentz che alla sua seconda stagione ha terminato con un passer rating of 101.9, 3.296 yard e 33 touchdown, a fronte di 7 intercetti. Il suo bersaglio principale è stato il tight end Pro Bowler Zach Ertz, che ha ricevuto 74 passaggi per 824 yard e 8 touchdown. Altri due giocatori chiave nel gioco sui passaggi sono state due acquisizioni come free agent prima dell'inizio della stagione: Alshon Jeffery, che ha ricevuto 57 passaggi per 789 yard e 9 touchdown, e Torrey Smith, che ha terminato con 36 ricezioni per 430 yard. Il ricevitore al terzo anno Nelson Agholor, dopo un inizio di carriera stentato, ha disputato la sua migliore stagione ricevendo 62 passaggi per 768 yard e 8 touchdown, più di quanto avesse fatto registrare nelle due stagioni precedenti complessivamente in ogni categoria. Anche l'attacco sulle corse degli Eagles ha beneficato della presenza di due nuovi arrivi, LeGarrette Blount e Jay Ajayi. Blount, giunto dopo avere vinto nella stagione precedente il Super Bowl con i Patriots, ha corso 776 yard e segnato 2 volte, mentre Ajayi, acquisito a metà stagione in uno scambio con i Miami Dolphins, ha corso 873 yard e ricevuto 24 passaggi per altre 158 yard. Philadelphia ha potuto anche contare su una offensive line di alto livello con due giocatori convocati per il Pro Bowl: il tackle Lane Johnson e la guardia Brandon Brooks.
La difesa degli Eagles si è classificata quarta nella lega in yard concesse (4.904). Il defensive tackle Fletcher Cox è stato convocato per il suo terzo Pro Bowl dopo avere messo a segno 5,5 sack e recuperato due fumble. Il defensive end Chris Long, ha collezionato 5 sack e forzato 4 fumble mentre l'altro defensive end Brandon Graham ha guidato la squadra con 91⁄2 sack. Il middle linebacker Nigel Bradham ha guidato la squadra in tackle con 88. La linea secondaria degli Eagles ha visto la presenza della safety Pro Bowler Malcolm Jenkins, che ha fatto registrare 76 tackle e 2 intercetti, e del cornerback Patrick Robinson, che ha guidato la squadra con 4 intercetti.
Philadelphia ha iniziato la stagione vincendo 10 delle prime 12 gare ma ha subito un duro colpo il 10 dicembre quando il quarterback Wentz ha subito un grave infortunio che l'ha tenuto fuori per il resto dell'anno, venendo sostituito dalla sua riserva Nick Foles, che aveva cambiato tre squadre nelle ultimi tre anni, tornando agli Eagles dove aveva già giocato in precedenza. Foles ha guidato la squadra alla vittoria in quella partita e anche nelle successive due. Gli Eagles hanno poi persa una partita senza importanza contro i Cowboys nell'ultimo turno guidati dal terzo quarterback nelle gerarchie della squadra Nate Sudfeld. In seguito, in due gare di playoff, Foles ha passato complessivamente 598 yard e 3 touchdown, senza subire intercetti.

### New England Patriots

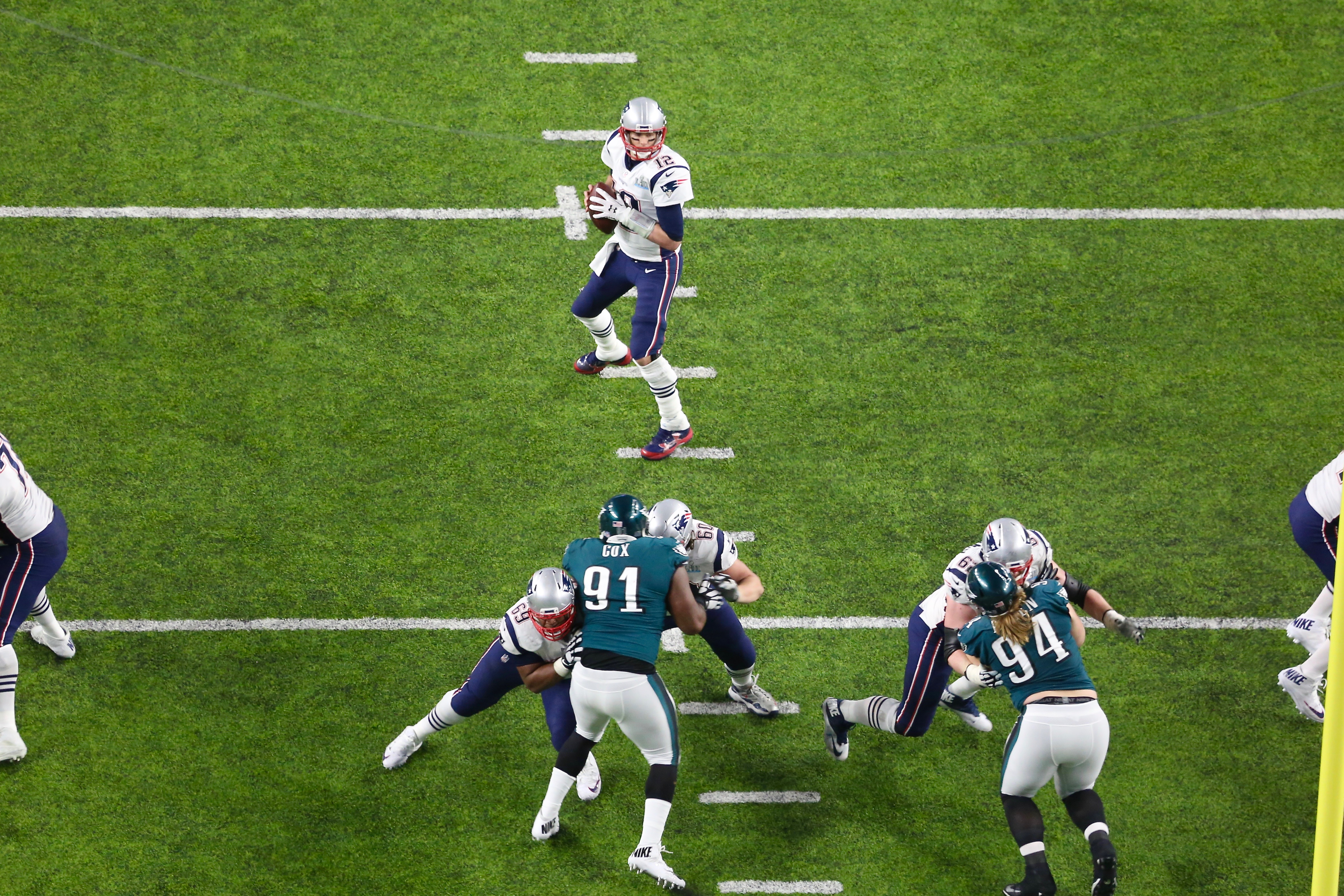
Tom Brady in una fase di gioco del Super Bowl LII

I Patriots hanno iniziato la stagione 2017 come campioni in carica e come favoriti per la riconquista del titolo. Per la 16ª volta nelle ultime 18 stagioni sotto la guida del sessantacinquenne Bill Belichick, hanno vinto almeno dieci gare, chiudendo con un bilancio di 13–3, lo stesso di Philadelphia, Minnesota e Pittsburgh. In virtù della classifica avulsa, si sono aggiudicati il seed numero 1 dell'AFC per i playoff 2017–18. Problemi difensivi a inizio stagione hanno portato la squadra ad iniziare con un record di 2–2, con la difesa che ad un certo punto era statisticamente la peggiore della lega. Inoltre il wide receiver Julian Edelman è stato subito estromesso dai giochi per un infortunio in pre-stagione, lasciando Tom Brady senza uno dei suoi bersagli preferiti per l'intera annata. Il quarterback ha tuttavia conquistato il suo terzo titolo di MVP della NFL all'età di quarant'anni, diventando il vincitore più anziano della storia. La difesa da parte sua in seguito ha migliorato le proprie prestazioni e i Patriots hanno avuto un record parziale di 11–1 dopo la settimana 4, finendo con una difesa tra le prime 5 della NFL nella maggior parte della categorie statistiche. L'unica sconfitta nella seconda metà della stagione è avvenuta nella settimana 14 contro i Miami Dolphins, in cui la squadra era senza una delle sue stelle, il tight end Rob Gronkowski squalificato per una partita nel turno precedente. La difesa dei Patriots ha visto anche l'aggiunta di free-agent di livello a fine stagione, tra cui Eric Lee, un defensive end in precedenza poco utilizzato dai Buffalo Bills che ha firmato con New England nella settimana 12, e James Harrison, ex All-Pro dei Pittsburgh Steelers, che i Patriots hanno firmato come svincolato dopo Natale. In sole sei gare con New England, Lee ha messo a segno 3,5 sack, una safety e un intercetto. Nella sua unica gara in stagione regolare coi Patriots, Harrison ha fatto registrare 2 sack.

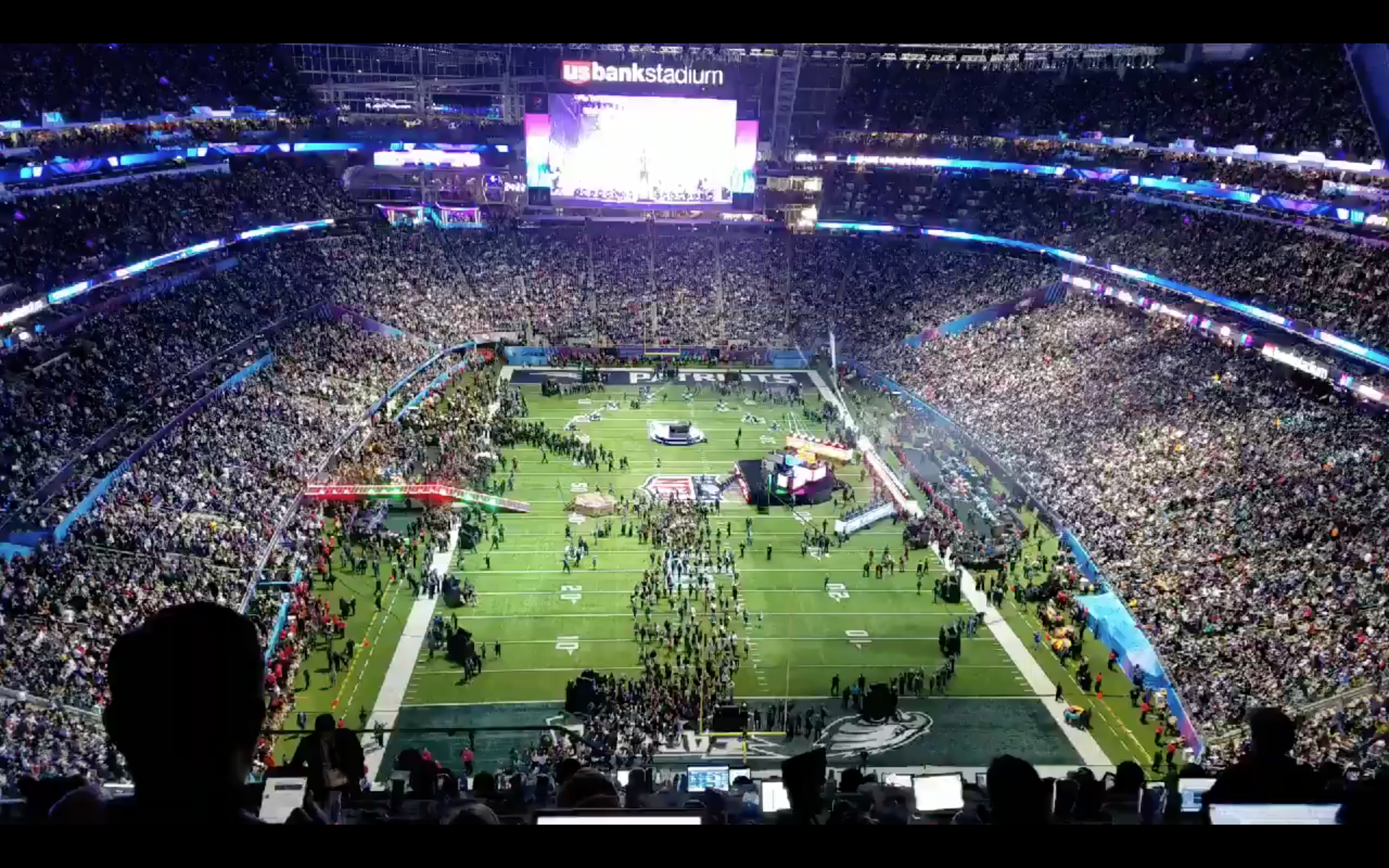
La preparazione del campo prima dello spettacolo di metà gara

La difesa dei Patriots si è classificata solo al 29º posto in yard concesse (5.856) ma, abbastanza sorprendentemente, quinta nel minor numero di punti subiti, con 296. Il defensive end Trey Flowers ha guidato la squadra con 61⁄2 sack, forzando due fumble. Il linebacker Kyle Van Noy ha totalizzato 73 tackle e 51⁄2 sack. New England ha potuto contare anche su una linea secondaria affidabile, guidata dai cornerback Malcolm Butler (2 intercetti, 3 fumble forzati) e Stephon Gilmore (2 intercetti, 47 fumble solitari) e dalle safety Devin McCourty (97 tackle, un intercetto), Patrick Chung (84 tackle, un intercetto) e Duron Harmon (4 intercetti).

## Intrattenimento
L'8 gennaio 2018 è stato annunciato che l'inno statunitense prima della partita sarebbe stato cantato da Pink.
L'half-time show è stato invece assegnato a Justin Timberlake, che si è esibito per la seconda volta alla manifestazione dopo il Super Bowl XXXVIII nel 2004.

## Riassunto della partita

### Primo quarto
I Patriots vinsero il lancio della monetina e decisero di calciare il kick-off. Gli Eagles, quindi, attaccarono per primi e, nel loro primo drive, in 7:05 guadagnarono 67 yard con 14 azioni. Il field goal dalle 25 yard realizzato da Jake Elliott mise i primi punti sul tabellone, portando Philadelphia in vantaggio per 3-0. Il drive fu ben gestito da Foles, che completò 6 passaggi (per 5 ricevitori diversi) su 9 tentativi per un guadagno di 61 yard. New England rispose con un drive speculare: Brady completò 6 passaggi (per 4 ricevitori diversi) su 8, conquistando 60 yard ma fermandosi a 8 yard dalla end zone. I Patriots dovettero, quindi, accontentarsi di un field goal e la trasformazione da 26 yard di Stephen Gostkowski riportò la partita in pareggio. Il primo touchdown della partita fu segnato dagli Eagles nel drive successivo: dopo sole 3 azioni, Alshon Jeffery completò un passaggio da 34 yard di Foles direttamente in end zone. Elliott fallì il punto addizionale e il punteggio rimase sul 9-3 per gli Eagles. New England rispose avanzando fino alle 11 yard di Philadelphia, dove finì il primo quarto.

### Secondo quarto
I Patriots chiusero il drive a mani vuote, in quanto Gostkowski sbagliò un field goal dalle 25 yard, anche a causa dello snap afferrato male dall'holder Ryan Allen. Nel drive seguente, però, la difesa di New England costrinse Philadelphia a quello che sarebbe stato il primo e unico punt della partita. Tornati in attacco, in situazione di terzo down dalle 35 yard avversarie, i Patriots tentarono uno schema a sorpresa in cui Brady si improvvisò ricevitore ma, nonostante fosse completamente libero, si fece sfuggire il pallone dalle mani e non riuscì a completare il passaggio. New England provò a giocarsi il quarto down, ma anche questo passaggio non venne completato e la palla tornò a Philadelphia. Gli Eagles approfittarono dell'occasione e segnarono il loro secondo touchdown con una corsa da 21 yard di LeGarrette Blount. Philadelphia tentò la conversione da 2 punti ma fallì, lasciando quindi il punteggio sul 15-3. New England tentò la reazione immediata: guadagnò 46 yard nella prima azione (passaggio completato da Rex Burkhead), ma successivamente riuscì a guadagnare soltanto altre 2 yard e dovette accontentarsi di un altro field goal di Gostkowski, che portò il punteggio sul 15-6. Gli Eagles sembravano lanciati verso un altro touchdown, ma, su un primo e 10 a 43 yard dalla end zone avversaria, Jeffery tentò una ricezione a una mano, propiziando l'intercetto di Duron Harmon. I Patriots capitalizzarono questa opportunità segnando, dopo un drive da 90 yard, il loro primo touchdown con una corsa da 26 yard di James White: Gostkowski sbagliò, però, il calcio del punto addizionale, lasciando 3 punti di vantaggio agli Eagles (15-12). Tornata in attacco, Philadelphia si trovò in situazione di quarto e goal a 1 yard dalla end zone e decise di giocarsela con uno schema a sorpresa simile a quello fallito dai Patriots a inizio quarto. Con Foles spostato sulla destra, lo snap finì direttamente al running back Corey Clement, il quale consegnò la palla al tight end Trey Burton, che, infine, passò perfettamente la palla a Foles, completamente libero in end zone. Foles completò la ricezione, diventando il primo quarterback di sempre a ricevere un passaggio da touchdown in un Super Bowl e il primo giocatore di sempre a chiudere un Super Bowl con sia un passaggio che una ricezione da touchdown. La giocata fu denominata Philly Special. Il punto addizionale venne trasformato e gli Eagles si portarono sul 22-12, punteggio con il quale si chiuse la prima metà di gioco.
Il primo tempo fece registrare numerosi record per il Super Bowl, tra cui il maggior numero di yard guadagnate complessivamente (673). Fu, inoltre, il primo Super Bowl in cui entrambi i quarterback riuscirono a guadagnare più di 200 yard su passaggio a testa nei primi due quarti di gioco (276 per Brady, 215 per Foles).

### Terzo quarto
I Patriots inaugurarono il secondo tempo con 75 yard guadagnate in 8 azioni. Rob Gronkowski, finora fermo a una ricezione e 9 yard, ricevette 5 passaggi per 68 yard solo in questo drive: l'ultimo di essi, una ricezione da 5 yard in end zone, riportò New England a -3 da Philadelphia (22-19). Gli Eagles risposero con un drive da 85 yard in 11 azioni, compresi 3 terzi down convertiti da Foles; l'ultimo di essi fu un passaggio da 22 yard completato da Clement in end zone, contestato dai Patriots ma confermato dal replay. Philadelphia, quindi, tornava sul +10 (29-19) in seguito al punto addizionale. New England, però, si riportò nuovamente a -3 (29-26) quando chiuse un drive da 75 yard in 10 azioni con un passaggio da 26 yard ricevuto da Chris Hogan in end zone. Il terzo quarto si chiuse con gli Eagles in attacco, a 16 yard dalla end zone.

### Quarto quarto
Gli Eagles chiusero il drive con un field goal di Elliot che li portò a +6 (32-26). Sul ribaltamento di fronte, però, Brady concluse un altro drive da 75 yard (compresa una ricezione da 30 yard di Danny Amendola) con un touchdown su passaggio da 4 yard completato da Gronkowski e, dopo il punto addizionale, i Patriots si ritrovarono in vantaggio (33-32) per la prima volta nel corso della partita. Nel drive successivo, Philadelphia si trovò in situazione di quarto e 1 sulle loro 45 yard con ancora 5:39 da giocare. Invece di optare per il punt, Foles decise di giocarsela e riuscì a chiudere il down con un passaggio da 2 yard completato da Zach Ertz. Dopo una corsa di Blount da 1 yard, Foles guadagnò 3 primi down consecutivi con altrettanti passaggi completati da Nelson Agholor, arrivando a 14 yard dalla end zone. Su secondo e 7 dalle 9 yard, Ertz segnò un touchdown su passaggio di Foles (anch'esso contestato dai Patriots ma confermato dal replay) e, nonostante il fallimento della conversione da 2 punti, Philadelphia si riportò in vantaggio per 38-33. I Patriots tornarono quindi in attacco ma, in situazione di secondo e 2 dalle proprie 33 yard, il defensive end Brandon Graham realizzò l'unico sack della partita e costrinse Brady a un fumble, recuperato dalla difesa degli Eagles, che poterono quindi tornare in attacco. Il successivo field goal di Elliot portò il punteggio sul 41-33. New England, con 8 punti di svantaggio, avrebbe potuto solo portare la partita al supplementare, segnando un touchdown e realizzando una conversione da 2 punti con poco più di un minuto a disposizione e senza più timeout da utilizzare. Dopo 9 azioni, Brady raggiunse la metà campo con soli 9 secondi rimasti sul cronometro: tentò quindi un passaggio dell'Ave Maria ma finì incompleto e, quando la palla toccò per terra, il tempo era già terminato. Gli Eagles vinsero quindi il primo Super Bowl della loro storia e il loro primo titolo dopo 57 anni, chiudendo quindi quello che è stato il terzo digiuno più lungo della storia della NFL.

## Tabellino
Philadelphia Eagles - New England Patriots – Sommario della gara
|          | 1 | 2  | 3  | 4  | Totale |
| -------- | - | -- | -- | -- | ------ |
| Eagles   | 9 | 13 | 7  | 12 | 41     |
| Patriots | 3 | 9  | 14 | 7  | 33     |

allo U.S. Bank Stadium di Minneapolis, Minnesota
- Data: 4 febbraio 2018
- Ora: 6:30 p.m. EST/5:30 p.m. CST
- Condizioni atmosferiche: Partita disputata al coperto
- Pubblico: 67.612
- Arbitro: Gene Steratore
- Commentatori TV (NBC): Al Michaels, Cris Collinsworth, Michele Tafoya
- Recap, Game Book

| \| Quarto \| Tempo \| Drive \| Drive \| Drive \| Squadra \| Informazioni \| Punteggio \| Punteggio \| \| Quarto \| Tempo \| Giocate \| Yard \| TOP \| Squadra \| Informazioni \| PHI \| NE \| \| ------------------------- \| ------------------------- \| ------------------------- \| ------------------------- \| ------------------------- \| ------------------------- \| ---------------------------------------------------------------------------------- \| --------- \| --------- \| \| 1 \| 7:55 \| 14 \| 67 \| 7:05 \| PHI \| field goal da 25 yard di Elliott \| 3 \| 0 \| \| 1 \| 4:17 \| 9 \| 67 \| 3:38 \| NE \| field goal da 26 yard di Gostkowski \| 3 \| 3 \| \| 1 \| 2:34 \| 3 \| 77 \| 1:43 \| PHI \| Touchdown di Jeffery da 34 yard su passaggio di Foles, extra point fallito \| 9 \| 3 \| \| 2 \| 8:48 \| 6 \| 65 \| 3:05 \| PHI \| Touchdown su corsa di Blount da 21 yard, conversione da 2 punti fallita \| 15 \| 3 \| \| 2 \| 7:24 \| 5 \| 48 \| 1:24 \| NE \| field goal da 45 yard di Gostkowski \| 15 \| 6 \| \| 2 \| 2:04 \| 7 \| 90 \| 2:57 \| NE \| Touchdown su corsa di White da 26 yard, extra point fallito \| 15 \| 12 \| \| 2 \| 0:34 \| 7 \| 70 \| 1:30 \| PHI \| Touchdown di Foles da 1 yard su passaggio di Burton \| 22 \| 12 \| \| 3 \| 12:15 \| 8 \| 75 \| 2:45 \| NE \| Touchdown di Gronkowski da 5 yard su passaggio di Brady \| 22 \| 19 \| \| 3 \| 7:18 \| 11 \| 85 \| 4:57 \| PHI \| Touchdown di Clement da 22 yard su passaggio di Foles \| 29 \| 19 \| \| 3 \| 3:23 \| 7 \| 75 \| 3:55 \| NE \| Touchdown di Hogan da 26 yard su passaggio di Brady \| 29 \| 26 \| \| 4 \| 14:09 \| 8 \| 51 \| 4:14 \| PHI \| field goal da 42 yard di Elliott \| 32 \| 26 \| \| 4 \| 9:22 \| 10 \| 75 \| 4:47 \| NE \| Touchdown di Gronkowski da 4 yard su passaggio di Brady \| 32 \| 33 \| \| 4 \| 2:21 \| 14 \| 75 \| 7:01 \| PHI \| Touchdown di Ertz da 11 yard su passaggio di Foles, conversione da 2 punti fallita \| 38 \| 33 \| \| 4 \| 1:05 \| 4 \| 4 \| 1:04 \| PHI \| field goal da 46 yard di Elliott \| 41 \| 33 \| \| "TOP" = tempo di possesso \| "TOP" = tempo di possesso \| "TOP" = tempo di possesso \| "TOP" = tempo di possesso \| "TOP" = tempo di possesso \| "TOP" = tempo di possesso \| "TOP" = tempo di possesso \| 41 \| 33 \| |                           |                           |                           |                           |                           |                                                                                    |           |           |
| Quarto | Tempo                     | Drive                     | Drive                     | Drive                     | Squadra                   | Informazioni                                                                       | Punteggio | Punteggio |
| Quarto | Tempo                     | Giocate                   | Yard                      | TOP                       | Squadra                   | Informazioni                                                                       | PHI       | NE        |
| 1 | 7:55                      | 14                        | 67                        | 7:05                      | PHI                       | field goal da 25 yard di Elliott                                                   | 3         | 0         |
| 1 | 4:17                      | 9                         | 67                        | 3:38                      | NE                        | field goal da 26 yard di Gostkowski                                                | 3         | 3         |
| 1 | 2:34                      | 3                         | 77                        | 1:43                      | PHI                       | Touchdown di Jeffery da 34 yard su passaggio di Foles, extra point fallito         | 9         | 3         |
| 2 | 8:48                      | 6                         | 65                        | 3:05                      | PHI                       | Touchdown su corsa di Blount da 21 yard, conversione da 2 punti fallita            | 15        | 3         |
| 2 | 7:24                      | 5                         | 48                        | 1:24                      | NE                        | field goal da 45 yard di Gostkowski                                                | 15        | 6         |
| 2 | 2:04                      | 7                         | 90                        | 2:57                      | NE                        | Touchdown su corsa di White da 26 yard, extra point fallito                        | 15        | 12        |
| 2 | 0:34                      | 7                         | 70                        | 1:30                      | PHI                       | Touchdown di Foles da 1 yard su passaggio di Burton                                | 22        | 12        |
| 3 | 12:15                     | 8                         | 75                        | 2:45                      | NE                        | Touchdown di Gronkowski da 5 yard su passaggio di Brady                            | 22        | 19        |
| 3 | 7:18                      | 11                        | 85                        | 4:57                      | PHI                       | Touchdown di Clement da 22 yard su passaggio di Foles                              | 29        | 19        |
| 3 | 3:23                      | 7                         | 75                        | 3:55                      | NE                        | Touchdown di Hogan da 26 yard su passaggio di Brady                                | 29        | 26        |
| 4 | 14:09                     | 8                         | 51                        | 4:14                      | PHI                       | field goal da 42 yard di Elliott                                                   | 32        | 26        |
| 4 | 9:22                      | 10                        | 75                        | 4:47                      | NE                        | Touchdown di Gronkowski da 4 yard su passaggio di Brady                            | 32        | 33        |
| 4 | 2:21                      | 14                        | 75                        | 7:01                      | PHI                       | Touchdown di Ertz da 11 yard su passaggio di Foles, conversione da 2 punti fallita | 38        | 33        |
| 4 | 1:05                      | 4                         | 4                         | 1:04                      | PHI                       | field goal da 46 yard di Elliott                                                   | 41        | 33        |
| "TOP" = tempo di possesso | "TOP" = tempo di possesso | "TOP" = tempo di possesso | "TOP" = tempo di possesso | "TOP" = tempo di possesso | "TOP" = tempo di possesso | "TOP" = tempo di possesso                                                          | 41        | 33        |

## Statistiche individuali
| Eagles passaggi   |        |     |    |     |
|                   | C/ATT1 | Yds | TD | INT |
| Nick Foles        | 28/43  | 373 | 3  | 1   |
| Trey Burton       | 1/1    | 1   | 1  | 0   |
| Eagles corse      |        |     |    |     |
|                   | Car2   | Yds | TD | LG3 |
| LeGarrette Blount | 14     | 90  | 1  | 36  |
| Jay Ajayi         | 9      | 57  | 0  | 26  |
| Nelson Agholor    | 1      | 9   | 0  | 9   |
| Corey Clement     | 3      | 8   | 0  | 6   |
| Eagles ricezioni  |        |     |    |     |
|                   | Rec4   | Yds | TD | LG3 |
| Nelson Agholor    | 9      | 84  | 0  | 24  |
| Zach Ertz         | 7      | 67  | 1  | 19  |
| Torrey Smith      | 5      | 49  | 0  | 17  |
| Corey Clement     | 4      | 100 | 1  | 55  |
| Alshon Jeffery    | 3      | 73  | 1  | 34  |
| Nick Foles        | 1      | 1   | 1  | 1   |
| Trey Burton       | 0      | 0   | 0  | 0   |

| Patriots passaggi  |        |     |    |     |
|                    | C/ATT1 | Yds | TD | INT |
| Tom Brady          | 28/48  | 505 | 3  | 0   |
| Danny Amendola     | 0/1    | 0   | 0  | 0   |
| Patriots corse     |        |     |    |     |
|                    | Car2   | Yds | TD | LG3 |
| James White        | 7      | 45  | 1  | 26  |
| Dion Lewis         | 9      | 39  | 0  | 8   |
| Rex Burkhead       | 3      | 18  | 0  | 9   |
| Tom Brady          | 1      | 6   | 0  | 6   |
| Chris Hogan        | 1      | 4   | 0  | 4   |
| Brandin Cooks      | 1      | 1   | 0  | 1   |
| Patriots ricezioni |        |     |    |     |
|                    | Rec4   | Yds | TD | LG3 |
| Rob Gronkowski     | 9      | 116 | 2  | 25  |
| Danny Amendola     | 8      | 152 | 0  | 50  |
| Chris Hogan        | 6      | 128 | 1  | 43  |
| James White        | 2      | 21  | 0  | 15  |
| Rex Burkhead       | 1      | 46  | 0  | 46  |
| Brandin Cooks      | 1      | 23  | 0  | 23  |
| Phillip Dorsett    | 1      | 19  | 0  | 19  |
| Tom Brady          | 0      | 0   | 0  | 0   |
| James Develin      | 0      | 0   | 0  | 0   |

1Completati/Tentati
2Corse
3Giocata più lunga
4Ricezioni

## Formazioni titolari

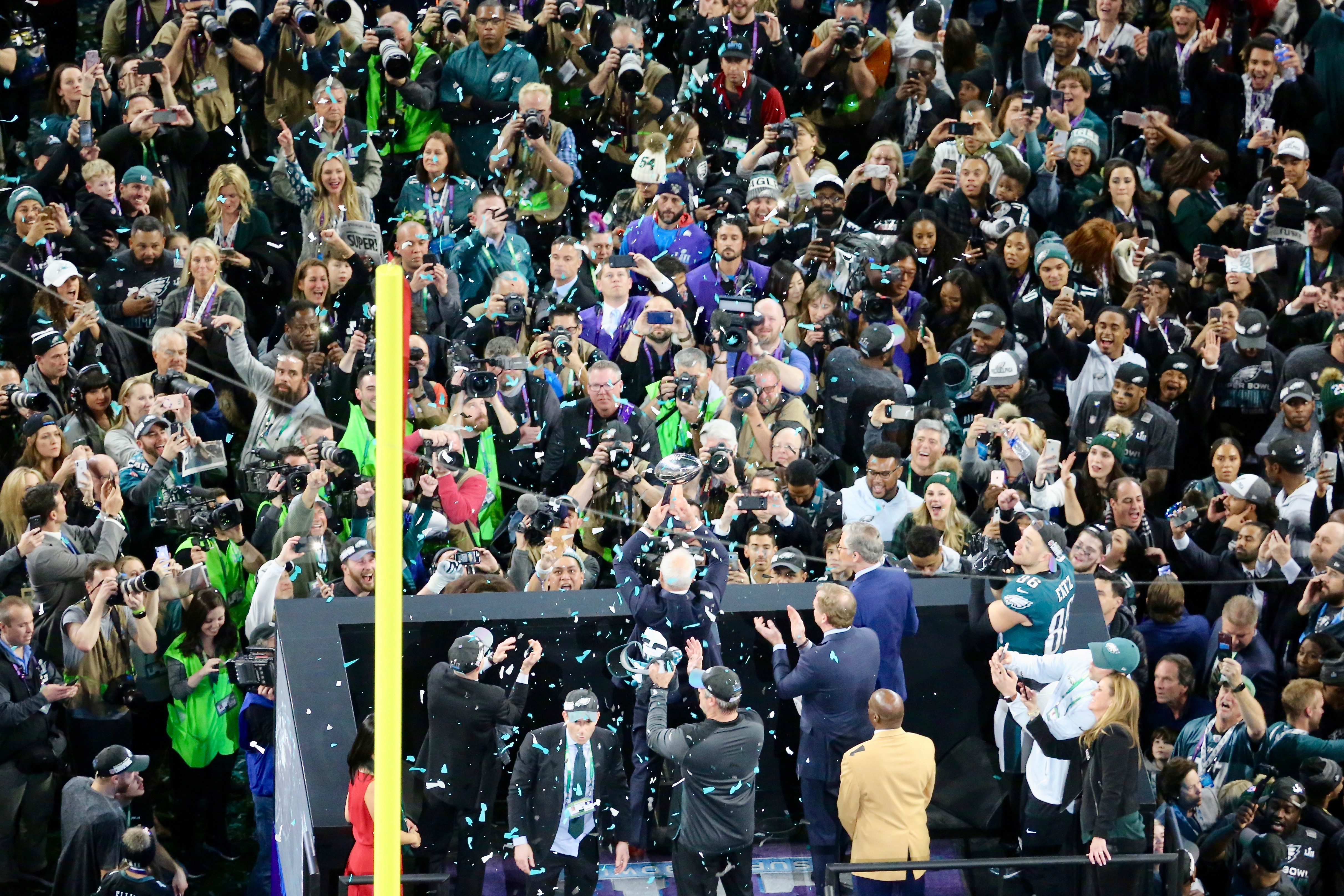
La consegna del trofeo di campioni agli Eagles

| Philadelphia Eagles   | Ruolo   | Ruolo   | New England Patriots |
| Attacco               | Attacco | Attacco | Attacco              |
| --------------------- | ------- | ------- | -------------------- |
| Alshon Jeffery        | WR      | WR      | Brandin Cooks        |
| Halapoulivaati Vaitai | LT      | LT      | Nate Solder          |
| Stefen Wisniewski     | LG      | LG      | Joe Thuney           |
| Jason Kelce           | C       | C       | David Andrews        |
| Brandon Brooks        | RG      | RG      | Shaq Mason           |
| Lane Johnson          | RT      | RT      | Cameron Fleming      |
| Zach Ertz             | TE      | TE      | Rob Gronkowski       |
| Nelson Agholor        | WR      | WR      | Chris Hogan          |
| Nick Foles            | QB      | QB      | Tom Brady            |
| LeGarrette Blount     | RB      | RB      | Dion Lewis           |
| Torrey Smith          | WR      | FB      | James Develin        |
| Difesa                |         |         |                      |
| Vinny Curry           | DE      | LE      | Trey Flowers         |
| Timmy Jernigan        | DT      | DT      | Lawrence Guy         |
| Fletcher Cox          | DT      | DT      | Malcom Brown         |
| Brandon Graham        | DE      | LB      | James Harrison       |
| Mychal Kendricks      | OLB     | LB      | Kyle Van Noy         |
| Nigel Bradham         | OLB     | LB      | Elandon Roberts      |
| Jalen Mills           | CB      | RCB     | Stephon Gilmore      |
| Ronald Darby          | CB      | LCB     | Eric Rowe            |
| Corey Graham          | S       | S       | Patrick Chung        |
| Rodney McLeod         | S       | S       | Devin McCourty       |
| Malcolm Jenkins       | S       | S       | Duron Harmon         |

## Arbitri
Il Super Bowl LII è stato arbitrato da otto arbitri. Il numero tra parentesi indica il loro numero di uniforme.
- Capo-arbitro: Gene Steratore (114)
- Umpire: Roy Ellison (81)
- Down judge: Jerry Bergman (91)
- Line judge: Byron Boston (18)
- Field judge: Tom Hill (97)
- Side judge: Scott Edwards (3)
- Back judge: Perry Paganelli (46)
- Arbitro dei replay: Paul Weidner